# 达姆施塔特
达姆施塔特（德語：Darmstadt，發音：[ˈdaʁmʃtat] ⓘ）是位于德国黑森州南部的中型城市，在德国号称“科技城”。控有萊茵河和美茵河匯口三角洲以東的地域，自古以來即為黑森南部的中心城市，曾作為歷史上黑森大公国的首都。
达姆施塔特是繼法兰克福、威斯巴登和卡塞尔之后，黑森州第四大城市，地理上最靠近的大城市是位于北部30公里的法兰克福以及南部45公里的曼海姆。
作为城市标志的「科学城」称号是1997年由黑森州内政部授予的，作为对达姆施塔特以1877年成立的达姆施塔特工业大学为首的，包括其他三所应用技术大学共超过30,000名学生还包括多家科研院所的肯定。
达姆施塔特被认为是新艺术运动的代表，这可以追述到1899年恩斯特·路德維希大公建立的达姆施塔特艺术家村。
达姆施塔特一年四季风景优美，尤以秋天为胜，满地黄叶与古老的城堡让人流连忘返。

## 地理

### 地理环境

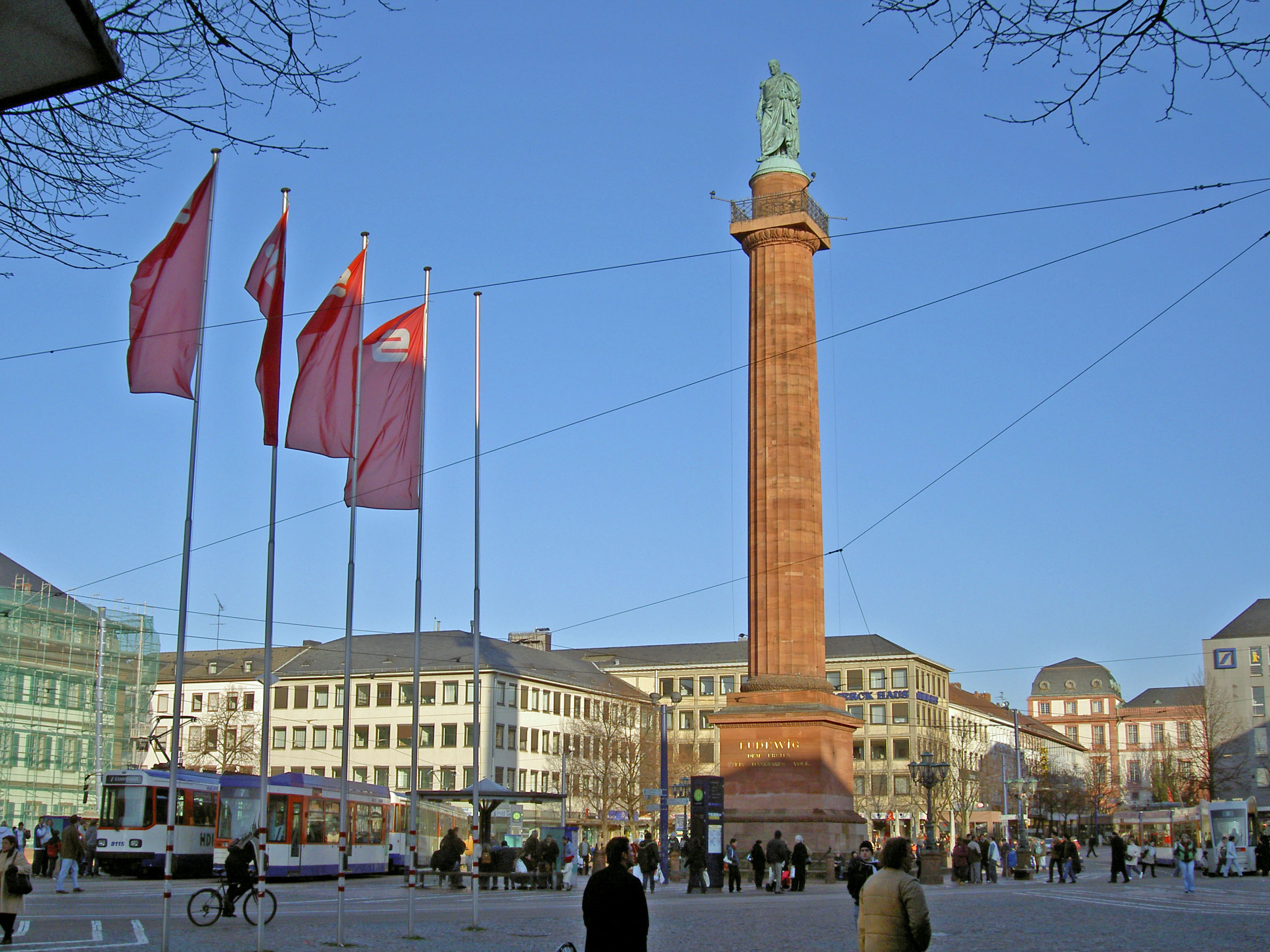
达姆施塔特市中心

依靠天然地形，达姆施塔特被划分成了四个部分：东部地区属于盆地。紧接着，从南部开始发源一条狭长的德国古道山丘街（Bergstraße），西南部属于森林地形。而在西北部分则属于自然风景区。城市内部由達姆溪（Darmbach）这条小溪贯通。

### 相邻城市
达姆施塔特北部和美因河畔奥芬巴赫相邻，而东、南和西面都属于达姆施塔特-迪堡县的范围。由北部开始相邻的城市分别是埃格爾斯巴赫、朗根、德賴艾希、梅瑟爾、大齊門、羅斯多夫、上拉姆施塔特、米爾塔爾、塞海姆-尤根海姆、普豐施塔特、格里斯海姆、魏特施塔特以及埃爾茨豪森。

### 城市组成
达姆施塔特城区由9个部分组成。行政划归他们属于达姆施塔特城市范围，也分别以数字进行编号。其中100-500属于城市中心，而600-900则属于城郊。
¹  状况: 2005年12月31号 

²  1937年4月1日，达姆施塔特通过并入Arheilgen 和 Eberstadt成为中型城市。

## 历史
详见黑森-达姆施塔特

### 名稱由来
“Darmstadt”这个名字的起源已经无法说清了。最早的记载来源于11世纪以Darmundestat 为标志的定居者，他们在几个世纪之后发展建立了定居点。对于这个名称的来源说法各异：
- 当地媒体采用的解释是Darmstadt来自于高贵的Wildhübner，他们的名字是“Darimund”。
- 另外的一个意思来至于“darre”和“mund”这两个德语单词的缩写，他们所表示的德语意义都是守卫和保护的意义。照此含义，那么Darmstadt就应该是作为一个军事要塞的简称。
- 此外，还有人认为，是由“dar”和“mont”构成，他们代表树木和山。

所有的解释都有它的优点和不足之处。一位不为人所知的法兰克人Edelmann Darimund 曾经试图找到一个统一的解释。

### 宗教

#### 基督教
达姆施塔特在宗教改革前属于美茵茨大主教辖区。

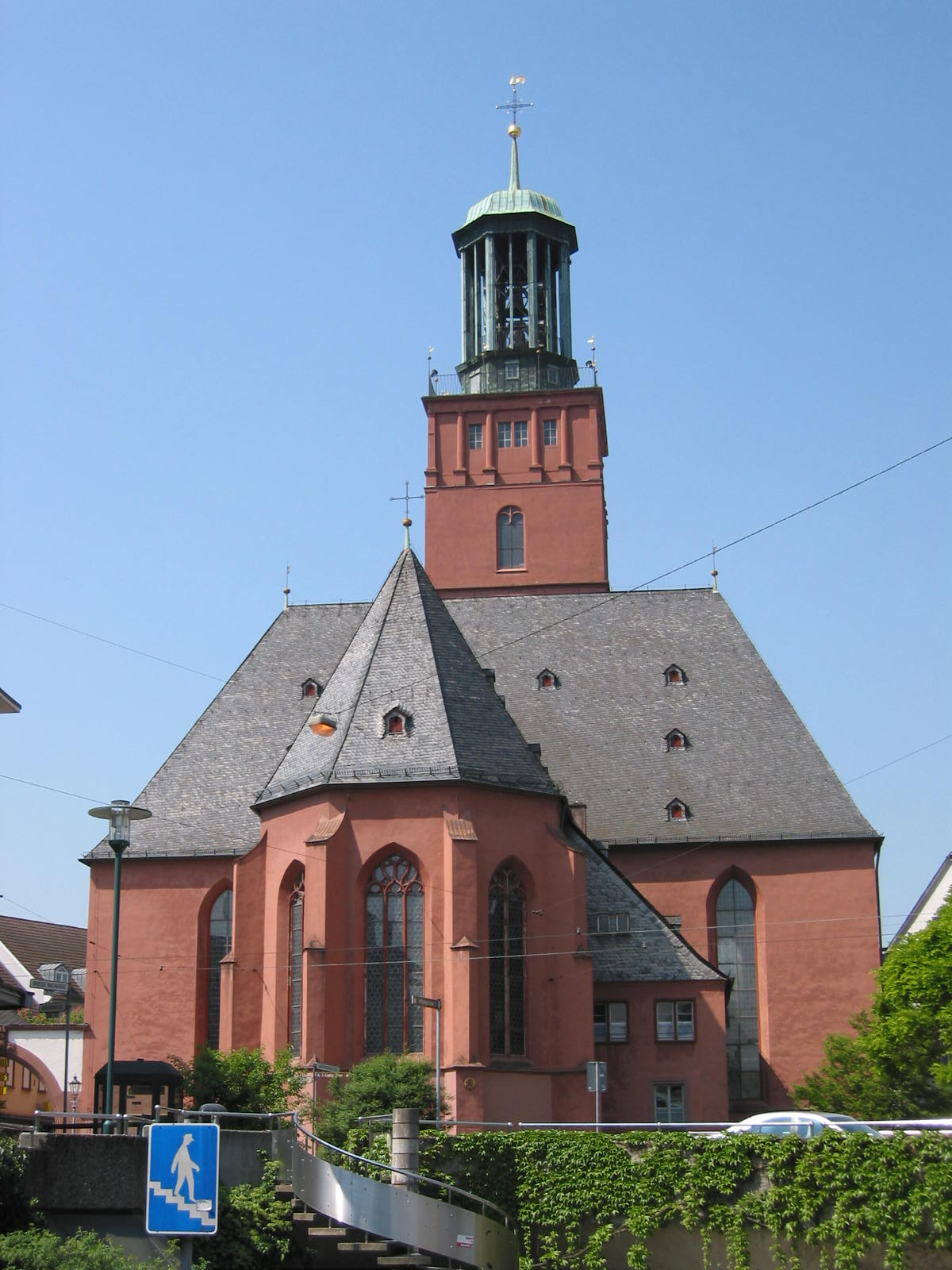
达姆施塔特天主教教堂

1526年，Landgraf Philipp在路德宗教改革之后也致力于对达姆施塔特教区的改革，使得达姆施塔特一直处于路德城市范围。直到1770年，基督教才被允许到该地区进行传教活动。由于达姆施塔特长期属于大公国首府，所以该地也设有教堂管理机构。该机构1934和1947年分别被法兰克福以及Nassau教区合并。不过长期以来在达姆施塔特还存在着大教堂教长的住所。今天所有的福音派联盟涵盖了所有非自己教堂的所有教堂。
| 宗教(团体，教派) | 相对比例 | 绝对比例 |
| ---------------- | -------- | -------- |
| 福音派           | 37,9 %   | 52.031   |
| 天主教           | 20,3 %   | 27.841   |
| 其他             | 41,8 %   | 57.353   |

¹  数据来源: 2002年达姆施塔特年度统计报表
天主教到18世纪末重新回到城市。1790年又开始了传教活动。1827年，他们重新获得了一座新的教堂（St. Ludwig）。

#### 伊斯兰教
在达姆施塔特存在着众多穆斯林团体，它们代表着不同的教派。最大的清真寺以 Emir-Sultan清真寺和 Noor-ud-din清真寺为代表，除此以外还有很多祷告堂，特别是源于土耳其的Ditip联盟（土耳其伊斯兰联盟）。

#### 犹太教
一个犹太教团体也活跃在达姆施塔特。1988年一所犹太教堂在城内新建落成。

#### 其他自由教堂
此外，达姆施塔特还有其他一些自由教堂，其中的一部分与基督教联盟有着紧密联系。除众多自由教堂外，还有圣徒联盟（Apostolische Gemeinschaft），城市教堂和基督教科學會。

### 人口发展
由于在1937年4月1日并入Arheilgen和Eberstadt两个新城区，达姆施塔特的人口马上超过了10万人的分界线。在第二次世界大战1939（11萬5000人）-1945（7萬人）年间，达姆施塔特失去了40%的居民，约为4萬5000人；1953年人口数才又重新回到了战前水平。历史最高人口纪录是1971年创下的，当时的人口为142133人。截至2006年6月底在这座城市生活着138938名注册居民，外国人口比例为16.7%。

## 政治

### 城市议会与市政府
在黑森，一个城市的政府机构称为市行政机构。在这个机构内所有高级行政人员与其他相关人员共同工作。在一个市行政机构中最上层的是市长。达姆施塔特的议会由全市71个选区议员组成。
| 比例   | 席位 | 党别                            |
| ------ | ---- | ------------------------------- |
| 30,1 % | 21   | CDU（基督教民主联盟）           |
| 29,0 % | 21   | SPD（国家社会党）               |
| 15,5 % | 11   | 绿党                            |
| 6,8 %  | 5    | FDP（自由民主党）               |
| 6,3 %  | 5    | UFFBASSE （页面存档备份，存于） |
| 6,0 %  | 4    | UWIGA                           |
| 2,2 %  | 2    | Die Linke（左派联盟）           |
| 2,0 %  | 1    | WASG                            |
| 1,0 %  | 1    | Die Frauen妇女联盟              |
| 1,1 %  | 0    | 其他                            |

| 姓名              | 职位     | 党别                  |
| ----------------- | -------- | --------------------- |
| Walter Hoffmann   | 市长     | SPD                   |
| Wolfgang Glenz    | 市长助理 | SPD                   |
| Klaus Feuchtinger | 市议员   | Bündnis 90/Die Grünen |
| Cornelia Diekmann | 市议员   | SPD                   |
| Daniela Wagner    | 市议员   | Bündnis 90/Die Grünen |
| Dieter Wenzel     | 市议员   | SPD                   |

1 2006年3月26日选举结果

### 市长
从19世纪以来，在达姆施塔特城市管理的最上级就存在着一个全能性的职务，现在我们称他为“城市居民的头”，也就是市长。1874年正式授予官方市长的称号。1993年市长开始由居民直接投票选举产生。之前是由市议会间接投票选出。
达姆施塔特目前是一个红绿联盟占绝对优势的地区。2005年来自于SPD党派的Walter Hoffmann成为同样为SPD党员Peter Benz 的继任者成为新的市长。而作为市长助理目前由SPD的Wolfgang Glenz担任。

### 市徽

达姆施塔特市徽

达姆施塔特的市徽是由一个元帅头盔的图案构成，内嵌红黄蓝三色，并有一只跃起的雄狮。

### 友好城市
达姆施塔特拥有多个友好城市，其中包括许多非德国大城市。1958年产生了第一批友好城市，他们是荷兰的阿尔克马尔以及法国的特鲁瓦，一年以后英格兰的切斯特菲尔德也加入其中。
从1968年开始，奥地利的格拉茨以及挪威的特隆赫姆也成为了达姆施塔特的友好城市。1971年土耳其的布尔萨也选择了达姆施塔特。之后，波兰的城市普沃茨克 于1988年建立友好关系。1990年达姆施塔特又与德国城市弗莱堡和匈牙利城市塞格德 建立友好城市关系。1992年乌克兰省会城市 乌日霍罗德和1993年拉脱维亚的利耶帕亚先后与达姆施塔特建立友好关系。
最近的一个城市是2002西班牙的洛格罗尼奥与达姆施塔特建立友好关系。
| - 荷兰阿尔克马尔 - 意大利布雷西亚 - 土耳其布尔萨 - 英国切斯特菲尔德 | - 奥地利格拉茨 - 拉脱维亚利耶帕亚 - 西班牙洛格罗尼奥 | - 波兰普沃茨克 - 匈牙利塞格德 - 挪威特隆赫姆 | - 法国特鲁瓦 - 乌克兰乌日霍罗德 - 瑞士萨嫩 |

## 文化和名胜古迹

### 歌剧院
- 市剧院
- 八点半剧院
- 喜剧
- 大学剧团

### 博物馆

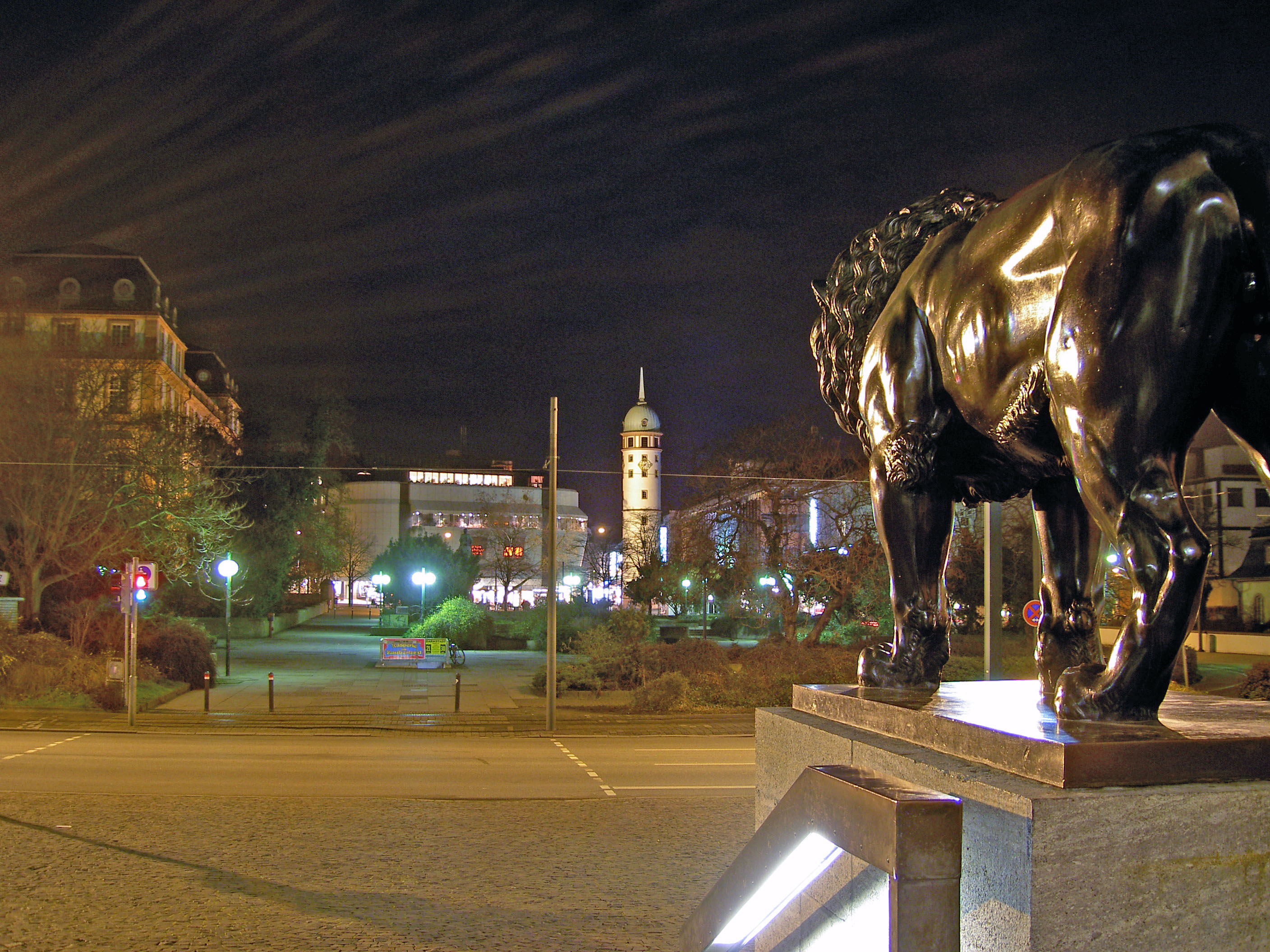
黑森州立博物馆

黑森州立博物馆拥有全方位相当数量永久展品，包括梅塞尔坑出土的化石，还有艺术家约瑟夫·博伊斯的作品集。目前2006年可以提供参观的展品包括沙石雕像。
作为新艺术运动最重要的博物馆，达姆施塔特艺术家村位于城区Mathildenhöhe。那里展现了达姆施塔特地区1899-1914艺术创作高峰的作品，集中体现了新文化运动的风貌。此外在黑森州博物馆也收藏着那个时期的一些首饰，用具和家具，他们的制作者包括Joseph Maria Olbrich, Peter Behrens和亨利·范德费尔德。
在玛蒂尔德高地不仅仅只有这些历史的沉淀，还包括一些现代新科技象征的建筑，他们形成了新技术产品研究所（INTEF：Institut für Neue Technische Form e.V.）展览会场。
格吕克特别墅
1899年，恩斯特·路德維希大公建立了达姆施塔特艺术家村。而约瑟夫·玛丽亚·奥尔布里希(Josef Maria Olbrich)建造了格吕克特别墅(Glückerthaus)作为1901年建筑展“德国艺术的证明”的一部分，这一展览使艺术家村和达姆施塔特成为艺术爱好者和青春艺术风格爱好者一心向往的地方。格吕克特别墅那以油画和花纹装饰的大厅常常被列入玛蒂尔德高地艺术建筑群青春艺术风格之游的参观项目。
历史之家 (莫勒剧院)
市中心最重要的建筑之一历史之家(Haus der Geschichte)是文化史中的宝库。1819年它曾经是宫廷剧院(莫勒剧院——Mollertheater)，后来成为黑森国家档案馆、达姆施塔特市档案馆和历史之家重新开放。这里举办的展览、音乐会和讲座也是不断更新。
此外，市中心的宫殿博物馆（Schlossmuseum）拥有了超过250年历史的钟楼。该博物馆曾经是黑森伯爵和大公爵的宅邸及交际场所，通过参观人们有机会了解达姆施塔特的宫廷生活。在22间展厅里，不仅展示有侯爵们的肖像、描绘达姆施塔特城及其周边地区的风景画作，还有家具和手工艺品。
威娜博物馆(Wella Museum)
威娜博物馆展览展出了3000件藏品中的300件，目的是使人们能够大致了解从古埃及高度文明至现代美容史的有代表性的发展阶段。

### 音乐

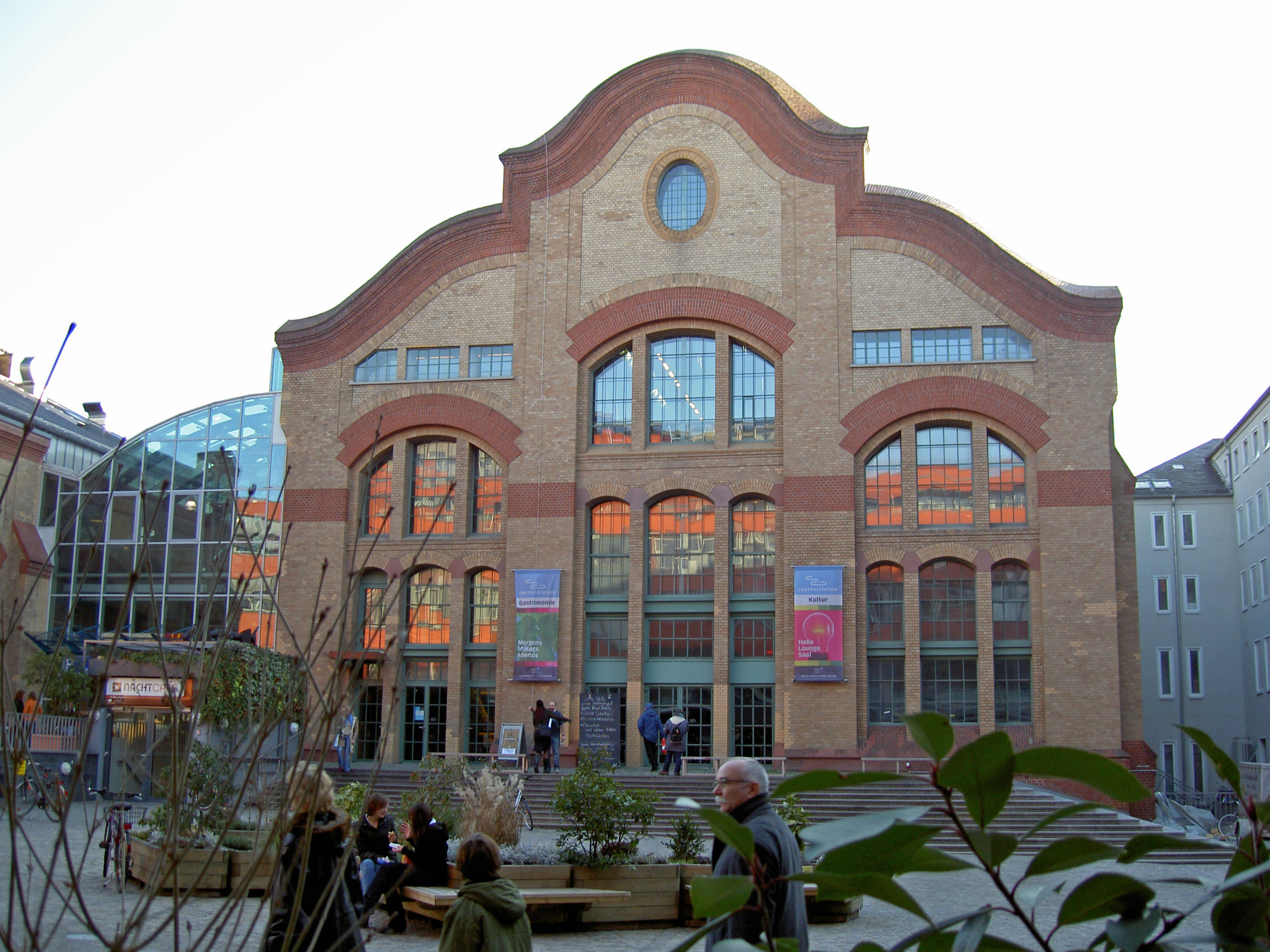
演奏厅

- 达姆施塔特公立音乐艺术学院
- 巴赫乐团
- 达姆施塔特乐团
- 达姆施塔特节日乐团
- 达姆施塔特新音乐乐团
- 达姆施塔特国际音乐学校 (IMD)

### 文化生活
作为文化城市，达姆施塔特以非比寻常的文学优势而引起大众关注。其中能够说明的就是，有许多文学机构或协会对该地区所颁发过相当数量的奖项。

### 工商业

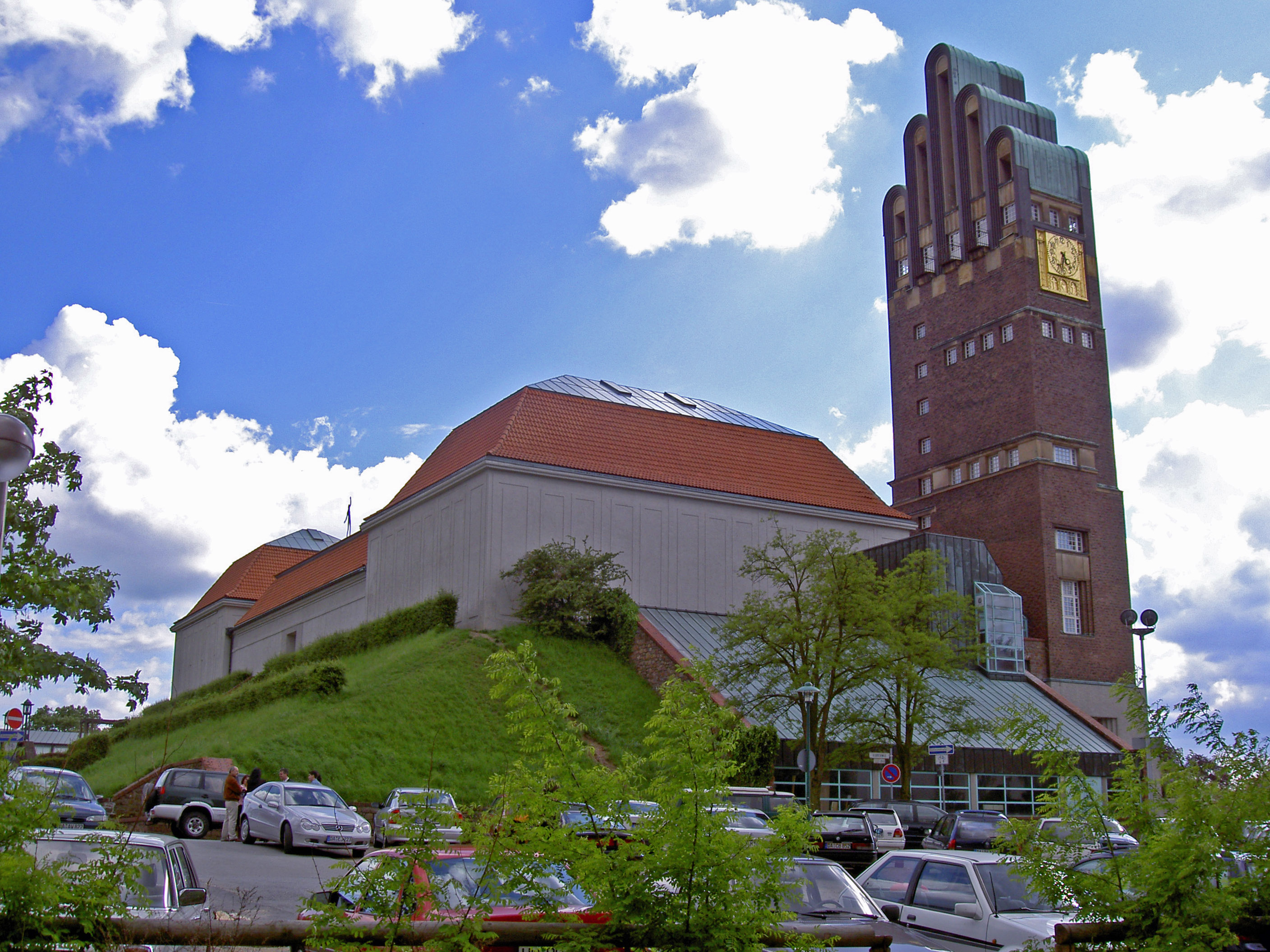
Mathildenhöhe mit Hochzeitsturm

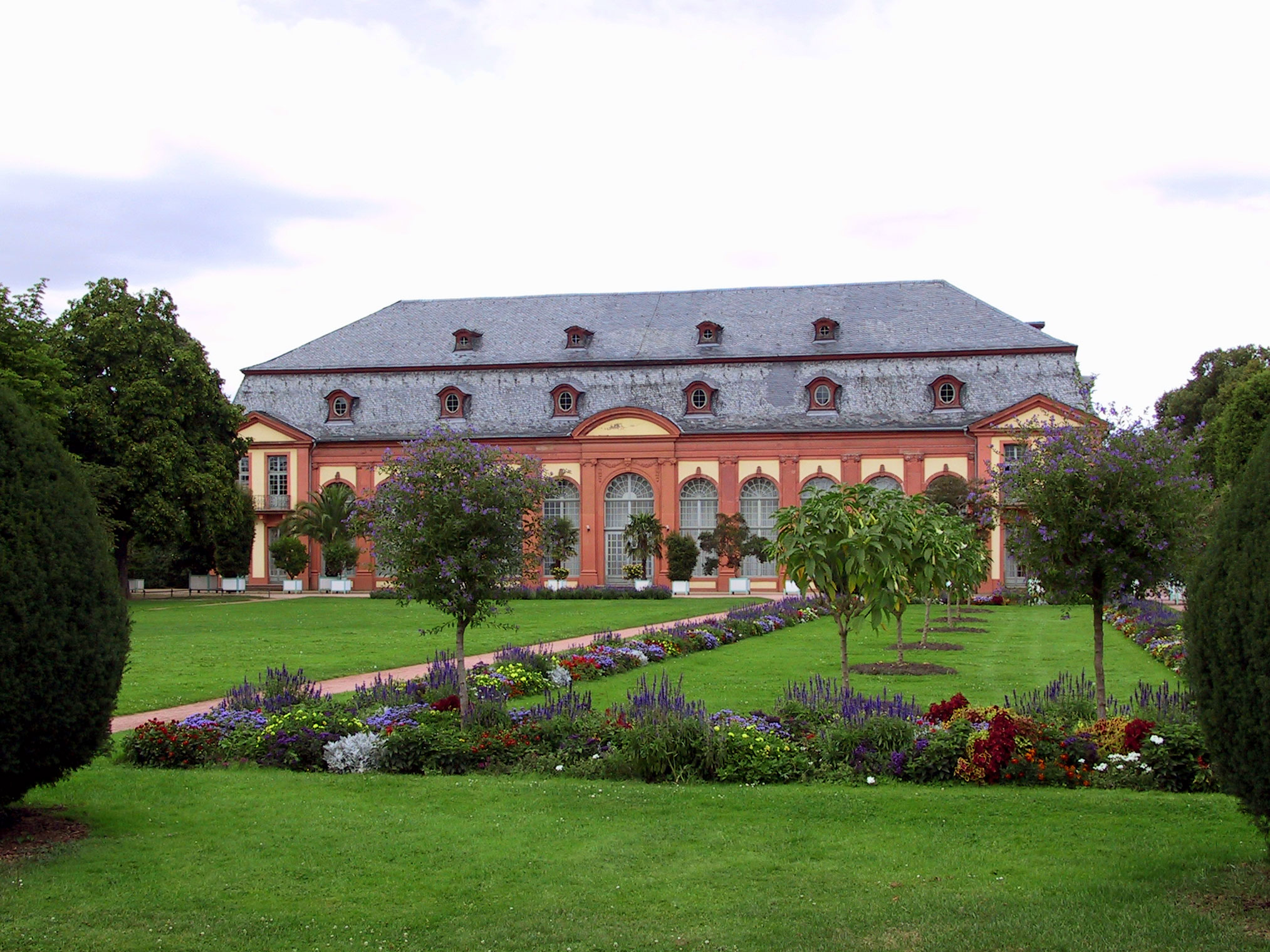
Orangerie im Stadtteil Bessungen

#### 城区
- 老市政府楼
- 路易森广场，广场中心耸立着路德维希纪念碑

- 市場廣場旁的城堡（Schloss am Marktplatz）
- 教堂:
  - 约翰内斯教堂 Johanneskirche
  - 路德维希教堂（达姆施塔特市天主教主教堂）Ludwigskirche (katholische Hauptkirche der Stadt)
  - 保罗教堂 Pauluskirche
  - 城市教堂(达姆施塔特市基督教主教堂)Stadtkirche (evangelische Hauptkirche der Stadt)
- 白塔（Weißer Turm）
- 老学堂（前身是拉丁语学校）Altes Pädagog (ehemalige Lateinschule)

#### 玛蒂尔德高地
- 玛蒂尔德高地艺术建筑群,包括婚礼塔（达姆施塔特的象征）、俄罗斯礼拜堂和达姆施塔特艺术家村。

#### 贝松恩
- 橘园 Orangerie

#### 克兰尼斯泰因和阿海根
- 克兰尼斯泰因猎宫（Jagdschloss Kranichstein）

#### 其他
- “森林螺旋城”（Waldspirale）

根据弗里登斯赖希·洪德特瓦瑟尔（Friedensreich Hundertwasser）的设计建造的达姆施塔特“森林螺旋城”，位于市中心旁的市民公园区的一大亮点。这座建筑称得上是建筑史上的一个典范，它不是以牺牲自然或人类的利益为代价而建造的，而是实现了自然与城市的和谐共生。
- 洛尔施修道院——联合国教科文组织世界文化遗产

洛尔施修道院位于达姆施塔特和沃尔姆斯之间。著名的大门大厅(或国王大厅)属于德国早期罗马式建筑艺术最重要的遗迹。紧邻修道院的是一座博物馆中心，里面有修道院历史、民俗学和烟草史展览。
- 梅瑟尔化石出土地——联合国教科文组织世界自然遗产

梅瑟尔化石出土地（Grube Messel）证明了地球五千七百万至三千六百万年前的发展史，那时地球上恐龙类巨型爬行动物突然灭绝，动植物世界发生了巨变。到目前为止，这里总共已发掘出一万件出土物，它是世界上最多产的化石矿层之一，出土物种类繁多，质量极高。
- 德莱艾兴海恩

德莱艾兴海恩（Dreieichenhain）位于德国桁架房屋之路的南部。这里风景如画的老城里有城堡、城堡小教堂、中世纪的城墙和可爱的、经重新修缮过的桁架结构房屋，它是历史学和建筑学的文化宝库。

### 公园
- 海恩花园

海恩花园(Herrngarten)是内城最大最古老的花园，它的历史可以追溯到16世纪中期。开始时它由三个较大的巴洛克式花园和众多作为菜园和草药园的小型巴洛克式花园所组成，现在它成为了这座城市和人口密集的马丁与约翰内斯住宅区(Martins- und Johannesviertel)的“绿色之肺(Grüne Lunge)”。
- 玫瑰高地

玫瑰高地(Rosenhöhe)是一座拥有美丽远景的丘陵，人们仿效英式花园将19世纪初原属于领主的葡萄种植园改造成为自然风景花园。花园里，有圆形花坛和风景如画的树丛，宫廷建筑师们还设计了茶馆和凉亭，其中的几个保留至今。
- 乔治王子花园

洛可可式的乔治王子花园(Prinz-Georgs-Palais)与海恩花园一起构成了历史性的统一体。乔治·威廉王子在这里成功建造了一座迷人的花园。花园的设计是典型的洛可可风格：其基本形式是多轴的几何型，由主轴、横轴和对角轴构成，在交叉点设有喷泉或指示时间的日晷。

### 体育
达姆施塔特最著名的体育俱乐部是达姆施塔特足球俱乐部，其主场是贝伦法托体育场（Stadion am Böllenfalltor）以及黑森电力公司的人工草皮球场。该俱乐部曾有两个赛季在德国足球甲级联赛，目前处于德国足球甲级联赛。此外较有名的体育俱乐部是DSW 1912 Darmstadt，该游泳俱乐部获得过许多德国游泳比赛荣誉。再有就是Darmstadt Diamonds，该球队是黑森州第一支美式橄榄球球队（主场在市民公园，草场球场）。
德国体育联合会（Deutschen Sportbundes）的两个重要分部位于达姆施塔特，一个是德国田径联合会，另一个是德国现代五项联合会。
达姆施塔特 集体长跑Lauftreff组织拥有60名管理人员，不仅是德国最大也是历史最悠久的集体长跑组织，它创建于1974年。该组织实际上只是作为一个组织者，而不是俱乐部，每个人都可以免费参加其组织的长跑活动。

### 民风民俗
- 四月：在博览会广场（Messeplatz）举行春季博览会。
- 五月：Schlossgrabenfest，黑森州规模最大的市内露天音乐会在达姆施塔特宫殿附近举行，会场内有多个Band现场演出，气氛热烈。参与者超过40万人。
- 七月：海涅节Heinerfest，南黑森最大的群众节日，也是德国第二大的市中心节日，拥有游人超过70万。
- 七月-八月：Residenzfestspiele。
- 八月：Just for Fun。
- 九月：在博览会广场（Messeplatz）举行秋季季博览会。
- 九月：达姆施塔特市中心诗歌之夜。
- 十一月/十二月：圣诞市场。

## 经济和建设

### 交通

#### 街道交通
通过城市西部的高速公路入口可以连通德国联邦高速公路A5(卡尔斯鲁厄-法兰克福)以及A67(曼海姆-Rüsselsheim)。这两条公路构成了“达姆施塔特立交桥”。
其他相连的联邦公路包括B3，B26, B42, B426以及B449。

##### 发展计划
在向东方向的B26联邦公路目前正在进行一个东北部改造。
另外，B3路段也将添加新的路段。

#### 铁路交通
达姆施塔特火车总站位于德国铁路干道海德堡-法兰克福路段中，拥有ICE欧洲快速列车站台。地区线路连接法兰克福，威斯巴登，阿莎芬堡，曼海姆，海德堡以及位于南部的旅游小城Erbach 和 Eberbach等城市.

#### 公共交通
达姆施塔特的城市交通由Hessischen Elektrizitäts-AG (HEAG)黑森州电力公司提供多条有轨电车路线和公交线路，还包括萊茵-美茵通勤鐵路S3線，直接驶往法兰克福。该地区所有的线路都属于莱茵河-美因河交通协会(RMV)共同管辖。

#### 自行车交通
达姆施塔特部分道路设置有自行车专用道，但没有总体规划设计过，因而不够连续。此外，火车总站旁有一个自行车专用停放区。

#### 航空
达姆施塔特位于法兰克福国际机场仅30公里的交通便捷的区域。

### 著名企业

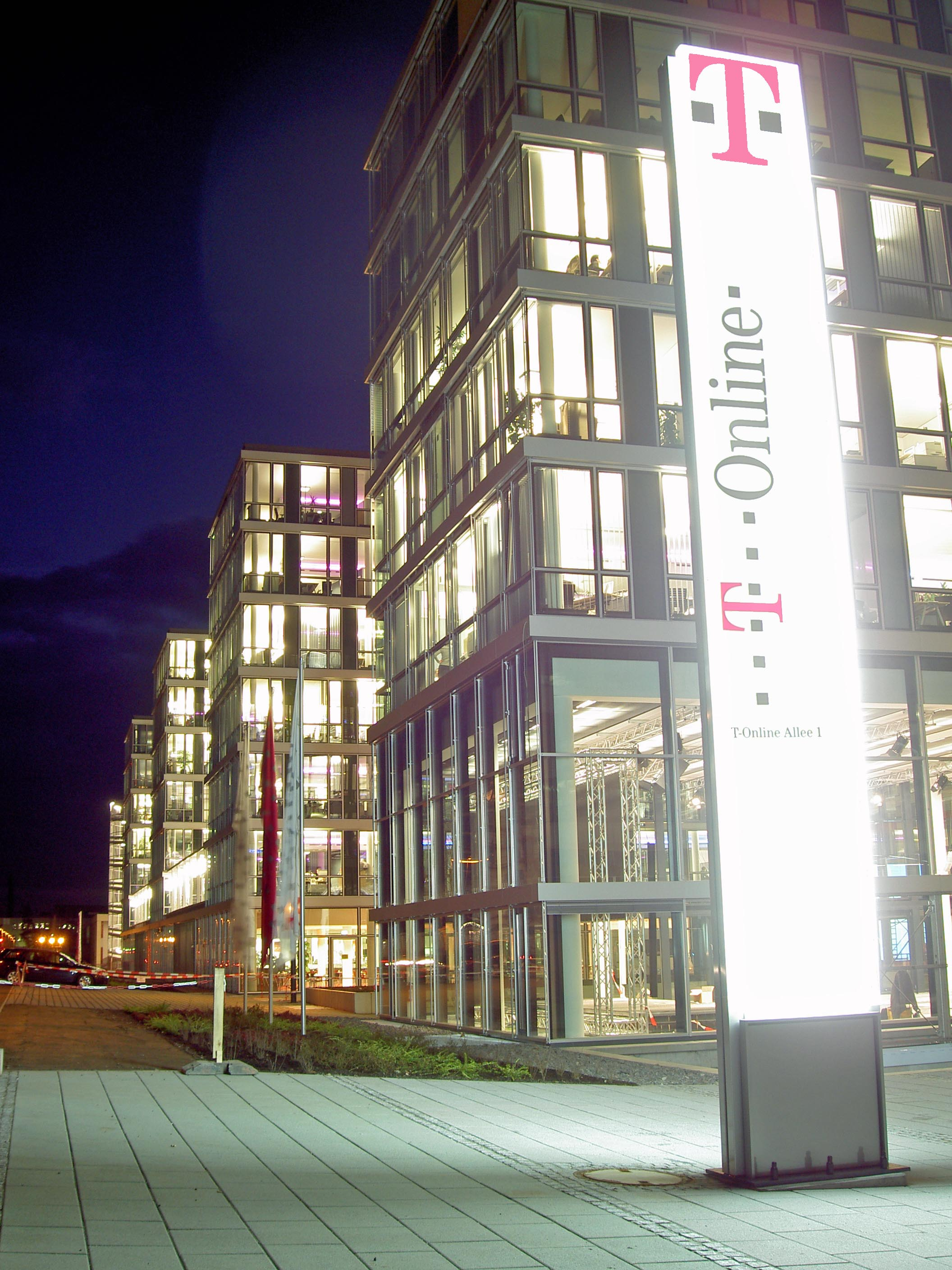
T-Online大楼

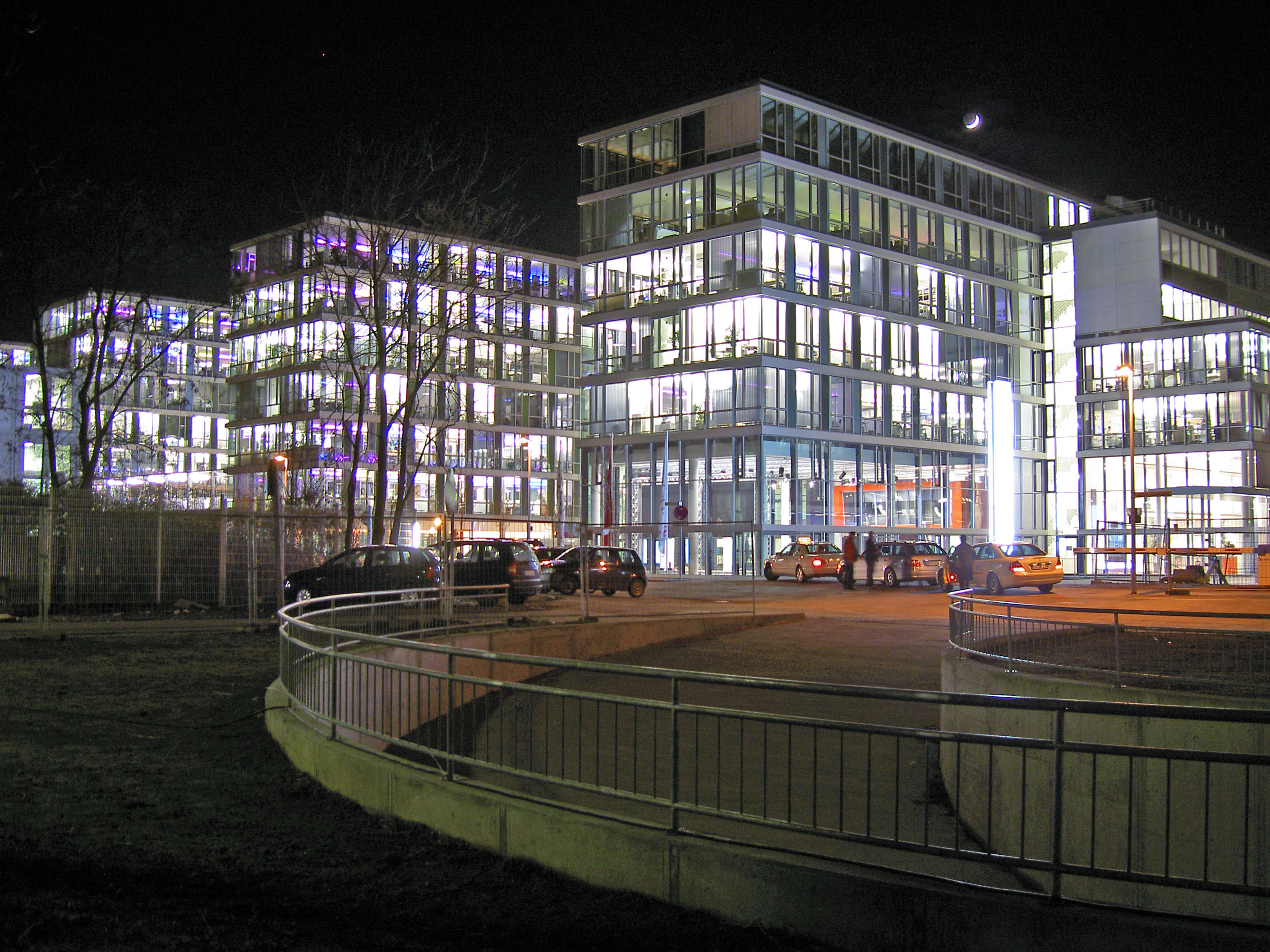
T-Online大楼

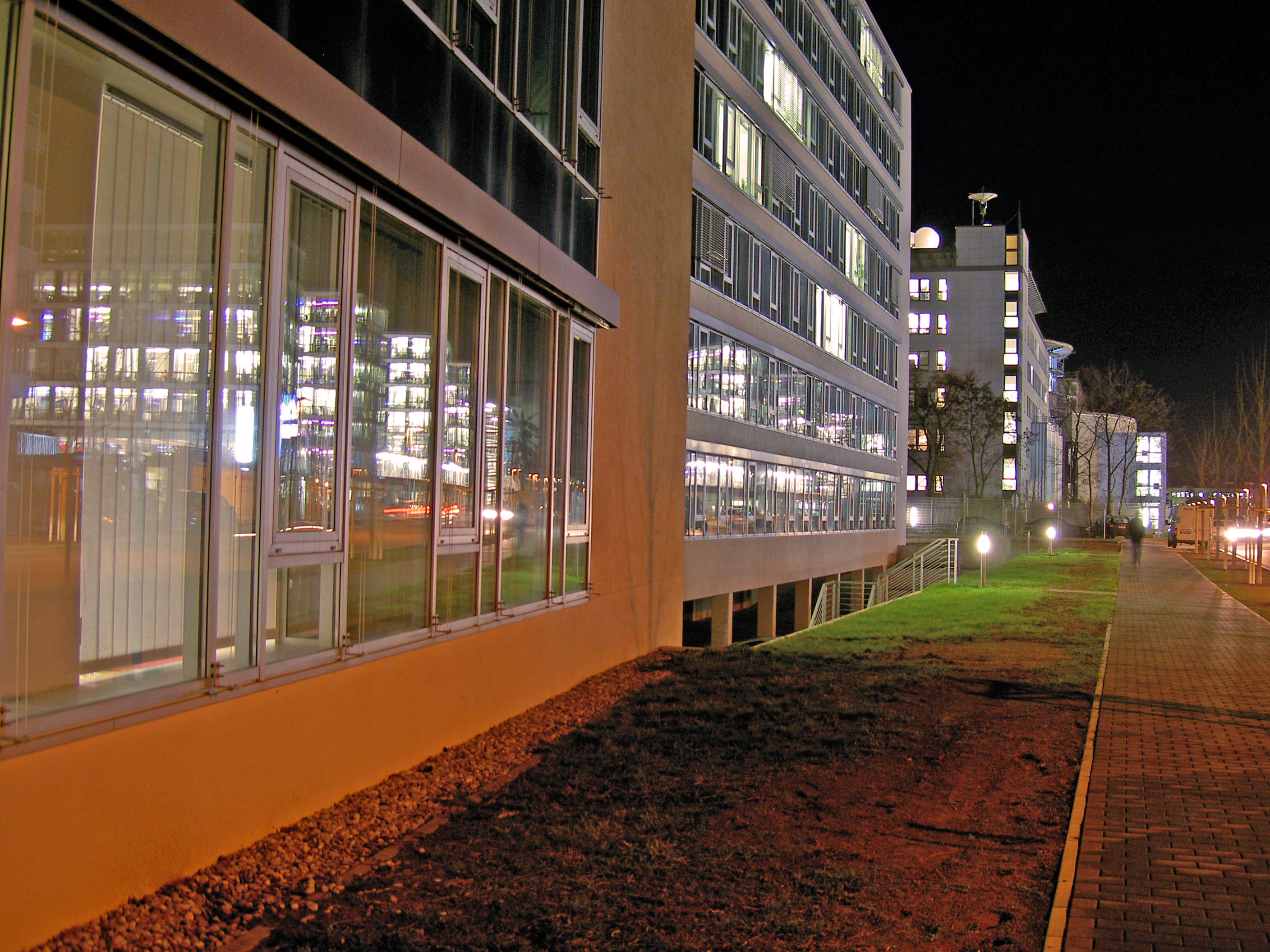
T-Online大道

达姆施塔特在经济发展上受到了起源于本地的化工医药巨型集团德国默克公司（Merck）的巨大影响。作为该市最大的企业，该集团在达姆施塔特拥有将近8000名员工。其他知名的工业企业还包括Röhm GmbH，Carl Schenck AG以及Wella。所有这些企业都在达姆施塔特设有研发中心。其中成功的典范当属Software AG。他于1969年在达姆施塔特成立，在此期间已经成为仅次于SAP的德国第二大软件公司。
不能不提的还有德国电信(Deutsche Telekom)网络部研发中心（T-Online）也设在达姆施塔特，他也是该市第二大企业。
此外，德国邮政也在达姆施塔特设有安全中心，对电子签名进行研发。HEAG也作为地区最大的交通能源集团在达姆施塔特起着重要作用。

### 媒体
从50年代末60年代初开始，达姆施塔特就被喻为“出版业之角”，当时他把喧闹的出版工业和当地住户完美的融合起来，形成了一个大型出版与印刷一体的产业链。在大大小小50余家印刷企业中比较知名的包括A. Springer-Tiefdruck, der Verlag Hoppenstedt，以及die ABC der deutschen Wirtschaft–Verlagsgesellschaft mbH.
在达姆施塔特市区范围最有影响力的地区日报要算Darmstädter Echo和更大发行量的地区报纸《法兰克福汇报》（Frankfurter Allgemeinen Zeitung）和《法兰克福评论》（Frankfurter Rundschau）。此外还有很多市属协会出版的周刊，比如„Bessunger Neue Nachrichten“。作为每月出版免费发行的Stadtillustrierte也具有一定影响力。
达姆施塔特还拥有非商业性的地区电台。此外黑森州的州立电台以及 Radio FFH也是当地最大的广播机构。

### 教育

#### 高校

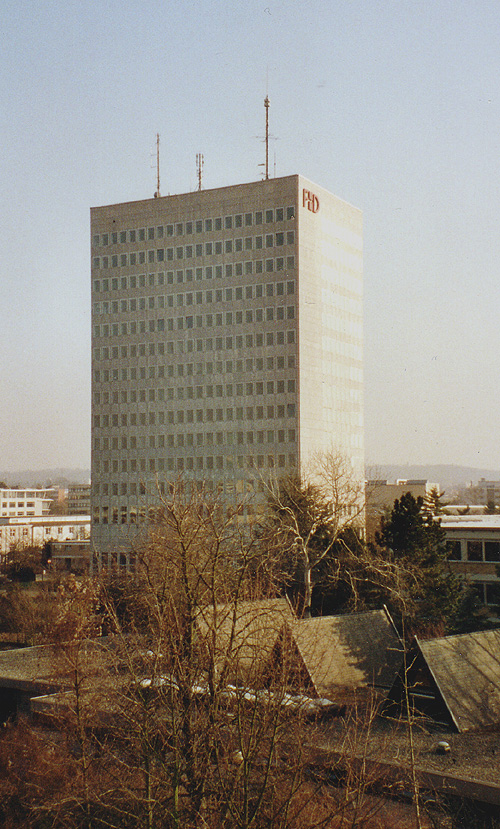
Hochschule Darmstadt

绝对值的一提的就是促使达姆施塔特成为科技城的达姆施塔特工业大学。该大学在市内共有在校注册学生超过30000名，1877年建立的大学也是德国最古老的大学之一。此外，拥有11000名学生的第二大高校达姆施塔特高校（Hochschule Darmstadt），2006年以前该校一直以（FH Darmstadt）为校名。
除了这两所高校之外，还有由黑森和拿骚基督教教会赞助、建于1971年的达姆施塔特基督教专业大学（Evangelische Fachhochschule Darmstadt）,1996年获得国家认可的达姆施塔特私立远程专业大学（Private FernFachhochschule Darmstadt）以及1851年成立的音乐艺术专业学院（Akademie für Tonkunst），其前身是一所私立音乐学校，基于其他学校拥有强大的理工科背景，这些高校都放弃了相关专业方向的设置。

### 军事设施
德国联邦國防军在达姆施塔特下设两个军营。他们是Starkenburg-军营 和Major-Karl-Plagge-军营。两个军营共有驻军1170名。
德国联邦情报局在达姆施塔特也设有一个分部，负责信息收集工作。
在达姆施塔特还设有三个美国驻军机构，分别是：
- Freiherr-von-Fritsch-Kaserne (Cambrai Fritsch Kaserne)
- Kelley Barracks (Leibgarde Kaserne)
- Nathan Hale QM Area (Heeresverpflegungslager)

Die Ernst-Ludwig-Kaserne 于1990年开始撤军，2003年最终关闭。驻军地点已经根据“Eigenheim 2004计划”改造为居民区(Ernst-Ludwig-Park)。

## 其他
在地的达姆施塔特人自称为“Heiner".
作为化学元素中原子序数110的鐽是根据该市名称所命名的。而在该市发现的原子序数108的𨭆则是以德国联邦州黑森命名的。位於該市的重離子研究所因為發現許多人造元素而聞名於世。
达姆施塔特是一座少数德国无法直接连接主要河流的大型城市。

## 链接
- 达姆施塔特街道命名由来考证Nachweis der Herkunft für viele Strassennamen in Darmstadt （页面存档备份，存于）

- 科学城-达姆施塔特官方网站Offizielle Webseiten der Wissenschaftsstadt Darmstadt （页面存档备份，存于）
- 中的“Darmstadt”
- Die Ludwigskirche im Weinbrenner-Stil auf badischewanderungen.de
- Kriegsdenkmäler in Darmstadt unter "Sites of Memory" (Text in Englisch, photos) （页面存档备份，存于）